# Metalimnobia tigripes
Metalimnobia tigripes är en tvåvingeart som först beskrevs av Alexander 1948.  Metalimnobia tigripes ingår i släktet Metalimnobia och familjen småharkrankar. Inga underarter finns listade i Catalogue of Life.